# Calardis blanc
Calardis Blanc ist eine Weißweinsorte aus Deutschland. Es handelt sich um eine Neuzüchtung des Julius Kühn-Instituts, Institut für Rebenzüchtung Geilweilerhof. Der Sortenname leitet sich aus einer historischen Bezeichnung des Geilweilerhofs ab.

## Eigenschaften
Die Weine aus dieser Rebsorte zeichnen sich durch eine spritzig reife Säure aus und besitzen ein finessreiches Aroma mit zartem, feinwürzigem Bukett.
Austrieb- und Lesezeitpunkt sind mit dem des Riesling vergleichbar. Sie besitzt einen aufrechten Wuchs und zeichnet sich durch eine geringe Geiztriebbildung aus. Auch die Größen von Trauben und Beeren entsprechen denen des Rieslings.
Calardis Blanc besitzt eine hohe Widerstandsfähigkeit gegen den Falschen Mehltau, welche durch eine Kombination von Resistenzfaktoren aus beiden Elternteilen vermittelt wird. Mittlere bis hohe Widerstandsfähigkeit ist gegen Echten Mehltau und Botrytis gegeben. Dadurch lassen sich sowohl im integrierten als auch im ökologischen Anbau bis zu 80 % der Fungizide einsparen.
Die Erteilung des Sortenschutzes erfolgte im Januar 2018 und die saatgutrechtliche Zulassung und damit der Eintrag in die deutsche Sortenliste erfolgte im März 2020. Damit darf Calardis Blanc zukünftig ohne Antrag auf Versuchsanbau angepflanzt und im Handel als Qualitätswein vertrieben werden.

## Abstammung
Als Kreuzungseltern wurden die beiden Zuchtstämme Calardis Musqué (Bacchus x Seyval Blanc) und Seyve Villard 39-639 verwendet.

## Verbreitung
Die Sorte hatte im Jahr 2022 eine Anbaufläche von 25,93 Hektar in Deutschland, wobei der Zuwachs im Vergleich zum Vorjahr 56,41 % betrug. Auch im Ausland werden Anbautests durchgeführt. So wurde Calardis blanc beispielsweise an fünf Standorten im brasilianischen Santa Catarina getestet und hat sich dort für den Anbau in verschiedenen Höhenlagen bewährt.